# انرژی بستگی هسته
اختلاف بین جرم واقعی هسته و مجموع تک تک نوکلئون های آن را به واحد انرژی انرژی بستگی هسته (به انگلیسی Nuclear binding energy) می‌نامند.معرف کاریکه  باید انجام داد تا هسته را به نوکلئون های جدا از هم تجزیه کرد یا بالعکس انرژی که هنگام تجمع نوکلئون های جدا از هم برای تشکیل یک هسته ازاد میشود

## محاسبهٔ انرژی بستگی بامعادله اینشتین
با استفاده از روش‌های طیف‌سنجی جرمی می‌توان جرم اتم‌ها را با دقتی بیش از {\displaystyle {10}^{-5}}  واحد اندزه گیری کرد. این اندازه‌گیری‌های دقیق نشان می‌دهند که جرم یک هسته از مجموع جرم‌های نوترون‌ها و پروتون‌های تشکیل‌دهنده‌اش کمتر است. این اختلاف جرم را کاستی جرم می‌نامند. انرژی بستگی هسته همان انرژی معادل کاستی جرم است که هنگام تشکیل هسته آزاد شده‌است.
برای محاسبهٔ انرژی بستگی، جرم هستهٔ {\displaystyle X} را با {\displaystyle {M}_{x}}، جرم یک پروتون را با {\displaystyle {M}_{p}}، جرم یک نوترون را با {\displaystyle {M}_{n}}، تعداد پروتونها را با
{\displaystyle Z} و تعداد نوترون‌ها را با {\displaystyle N} نشان می‌دهیم. همان‌طور که گفته شد جرم هسته کمتر از مجموع جرم نوترون‌ها و پروتون‌هایش است، یعنی:
{\displaystyle N{M}_{n}} + {\displaystyle Z{M}_{p}} > {\displaystyle {M}_{x}}
این کاستی جرم را با {\displaystyle M}{\displaystyle \triangle } نشان می‌دهیم که برابر است با:
{\displaystyle {M}_{x}} - {\displaystyle Z{M}_{p}} + {\displaystyle N{M}_{n}}
حال با استفاده از معادلهٔ اینشتین یعنی {\displaystyle E=M{C}^{2}} انرژی معادل آن را حساب کنیم:
{\displaystyle {E}_{b}} = {\displaystyle \triangle }{\displaystyle M}{\displaystyle {C}^{2}} = [{\displaystyle Z{M}_{p}} + {\displaystyle N{M}_{n}}-{\displaystyle {M}_{x}}]{\displaystyle C}2
انرژی بستگی را با علامت {\displaystyle {E}_{b}} نشان می‌دهند.
معادله فوق مقدار انرژی بستگی هستهٔ {\displaystyle X} را به دست می‌دهد که با توجه به بزرگی مقدار سرعت نور ({\displaystyle C})، انرژی محاسبه شده مقدار بسیار بزرگی خواهد بود. به همین دلیل در واکنش‌های هسته‌ای هرچند در مقیاس‌های کوچک، انرژی بسیار زیادی مبادله می‌شود.
با استفاده از انرژی بستگی می‌توان انرژی تولید شده در واکنش‌هایی مانند همجوشی هسته‌ای یا شکافت هسته‌ای را محاسبه کرد.

## محاسبه انرژی بستگی با فرمول وایتساکِر
برای محاسبهٔ انرژی بستگی هسته بر حسب عدد جرمی (A) و عدد اتمی (Z)، فیزیکدان آلمانی کارل فردریک فون وایتساکر رابطه زیر را در سال ۱۹۳۵ ارائه کرد. این رابطه به «فرمول وایتساکِر» و یا «فرمول نیمه تجربی جرم» معروف است.
{\displaystyle E_{B}=a_{1}A-a_{2}A^{2/3}-a_{3}{\frac {Z(Z-1)}{A^{1/3}}}-a_{4}{\frac {(A-2Z)^{2}}{A}}+\delta (A,Z)}
فرمول نیمه‌تجربی جرم بر اساس مدل قطره مایعی هسته به دست آمده است. این مدل، هستهٔ اتم را به صورت قطرهٔ مایعی در نظر می‌گیرد که نوترون‌ها و پروتون‌ها نقش مولکول‌هایش را دارند. با در نظر گرفتن این مدل، برای محاسبهٔ انرژی بستگی هسته نقش پنج انرژی را باید در نظر گرفت که به ترتیب در پنج جملهٔ فرمول لحاظ شده‌اند:
1. جمله اول مربوط به انرژی ربایشی بین نوکلئون‌های مجاور یکدیگر است (انرژی حجمی)
2. جمله دوم مربوط به نوکلئون‌هایی است که در سطح هسته قرار دارند. این‌ها فقط با نوکلئون‌های درونی برهم‌کنش دارند و در نتیجه انرژی بستگی آن‌ها نسبت به نوکلئون‌های داخلی کمتر است (انرژی سطحی).
3. جمله سوم مربوط به انرژی دافعهٔ کولنی بین پروتون‌ها است که باعث تضعیف انرژی بستگی کل می‌شود (انرژی دافعه کولنی).
4. جمله چهارم مربوط به عدم تقارن تعداد نوکلئون‌ها است. چرا که در هسته‌هایی که N نوترون و Z پروتون دارند، حداکثر انرژی بستگی زمانی حاصل می‌شود که تعداد نوترون‌ها و پروتون‌ها با هم برابر باشد N=Z. در غیر اینصورت هسته انرژی بستگی کمتری خواهد داشت (انرژی عدم تقارن).
5. جمله پنجم نیز مربوط به جفت شدگی نوکلئون‌ها در هسته است که در نوکلئون‌هایی که تعداد نوترون‌ها و پروتون‌ها زوج-زوج است باعث افزایش و در نوکلئون‌های فرد-فرد باعث کاهش انرژی بستگی می‌شود. برای هسته‌های با عدد جرمی فرد انرژی جفت شدگی صفر است (انرژی جفت شدگی).

در فرمول مذکور، داده‌های زیر به صورت تجربی به دست آمده‌اند:
{\displaystyle 15.56MeV}={\displaystyle a_{1}}
{\displaystyle 17.23MeV}={\displaystyle a_{2}}
{\displaystyle 0.697MeV}={\displaystyle a_{3}}
{\displaystyle 23.28MeV}={\displaystyle a_{4}}

تأثیر عوامل مختلف بر انرژی بستگی هسته در مدل قطره مایعی

{\displaystyle \pm 11.18 \over A^{1/2}} ={\displaystyle \delta (A,Z)}  که در حالت زوج-زوج مثبت، در حالت فرد-فرد منفی و در حالت فرد بودن عدد جرمی، برابر صفر است.
با استفاده از این مقادیر، فرمول وایتساکر تطابق نسبتاً قابل قبولی با نتایج تجربی نشان می‌دهد.

## واحد انرژی بستگی
در واکنش‌های هسته‌ای جرم و انرژی به یکدیگر تبدیل می‌شوند. از آن‌جا که مقدار جرم مبادله شده بسیار کوچک است، معمولاً از واحد جرم اتمی استفاده می‌شود که با u نمایش داده می‌شود. ۱u معادل {\displaystyle {\frac {1}{12}}} جرم ایزوتوپ کربن-۱۲ است که طبق تعریف برابر ۱۲/۰۰۰۰۰۰u می‌باشد. برای انرژی بستگی نیز از واحد الکترون‌ولت استفاده می‌شود. با استفاده از معادلهٔ {\displaystyle E=M{C}^{2}} می‌توان جرم و انرژی را بر حسب این دو واحد به همدیگر تبدیل کرد:
۱u =۹۳۱/۵ × ۱۰۱۹ eV

## نمودار انرژی بستگی متوسط هر نوکلئون

منحنی اَستون: نمودار انرژی بستگی متوسط بر حسب عدد جرمی

اگر مقدار انرژی بستگی را بر تعداد نوکلئون‌های تشکیل دهندهٔ یک هسته تقسیم کنیم، "انرژی بستگی متوسط هر نوکلئون" به دست می‌آید. از رسم این کمیّت بر حسب عدد جرمی، نموداری برای انرژی بستگی متوسط به دست می‌آید که به افتخار فرانسیس ویلیام اَستون فیزیک‌دان انگلیسی، "منحنی استون" نامیده می‌شود. مطالعهٔ این نمودار اطلاعات مفیدی دربارهٔ نیروی هسته‌ای قوی و پایداری هسته‌های مختلف به دست می‌دهد:

### ۱-نیروی هسته‌ای قوی
با توجه به نمودار ملاحظه می‌شود که حدوداً از عدد جرمی A=۲۰ به بعد، انرژی بستگی متوسط هر نوکلئون تقریباً ثابت است. این مقدار با تقریب ۱۰٪ حدود ۸MeV است. به عبارت دیگر مقدار آن مستقل از تعداد نوکلئون‌ها است. ثابت بودن تقریبی این کمیّت نشان می‌دهد که هر نوکلئون به طور مساوی به نوکلئون‌های دیگر پیوند ندارد. در نتیجه نیروی هسته‌ای قوی دارای بُرد بسیار کوتاهی در حد قطر نوکلئون‌ها است و مثل پیوندهای شیمیایی اشباع می‌شود. منظور از اشباع این است که وقتی چند نوکلئون یک هسته تشکیل می‌دهند، انرژی بستگی بین یک نوکلئون و بقیه به سوی یک حد متناهی میل می‌کند. مطابق منحتی استون این حد از ۲۰ نوکلئون به بالا شروع می‌شود.

### ۲-پایداری هسته‌ها
هر قدر انرژی بستگی هسته بیشتر باشد، پایداری هسته بیشتر است. با توجه به شکل مشخص است که نوکلید آهن-۵۶ و نوکلیدهای نزدیک آن پایدارترین نوکلیدهای موجود در طبیعت هستند. با توجه به این نمودار می‌توان دریافت چه عنصرهایی قابلیت شکافت هسته‌ای و چه عنصرهایی قابلیت همجوشی هسته‌ای دارند:
- برای عددهای جرمی A=۵۸ و بالاتر، انرژی بستگی متوسط کاهش می‌یابد. از این رو شکافت هسته‌های سنگین واقع در این محدوده و تشکیل هسته‌های سبک‌تر، واکنشی است که با آزاد شدن انرژی همراه است؛ بنابراین عنصرهای این محدوده قابلیت شکافت هسته‌ای و تولید انرژی دارند.
- برای عددهای جرمی کمتر از A=۳۰، انرژی بستگی متوسط افزایش می‌یابد. از این رو همجوشی هسته‌های سبک واقع در این محدوده و تشکیل هسته‌های سنگین‌تر، واکنشی است که با آزاد شدن انرژی همراه است؛ بنابراین عنصرهای این محدوده قابلیت همجوشی هسته‌ای و تولید انرژی دارند.

در هر دوی این حالت‌ها، باید از نمودار «بالا رفت» و به ناحیهٔ پرانرژی‌تر که به معنای پایداری بیشتر است رسید.
با توجه به این که شیب صعود منحنی در ناحیهٔ هسته‌های سبک تندتر از شیب نزول آن در ناحیهٔ هسته‌های سنگین است، انرژی به دست آمده از همجوشی هسته‌ای بسیار بالاتر از شکافت هسته‌ای است.